# 海軍兵学校
海軍兵学校（かいぐんへいがっこう）は、海軍の兵科将校を養成する機関。初級士官を養成する機関であり、4年程度の期間を要し、海軍将校として必要な各種の知識・技術・教養などを教育する。特徴として、カッターボートによる訓練や艦船を用いた長期の洋上実習が行われることが多い。
第二次世界大戦以前の日本では大日本帝国海軍の士官学校が海軍兵学校と呼ばれたため、外国海軍の士官学校にも「海軍兵学校」の訳を当てることが多い。なお戦後日本の国防組織である陸・海・空の自衛隊では、同等の機関を陸・海・空で各幹部候補生学校に統一している。

## 日本

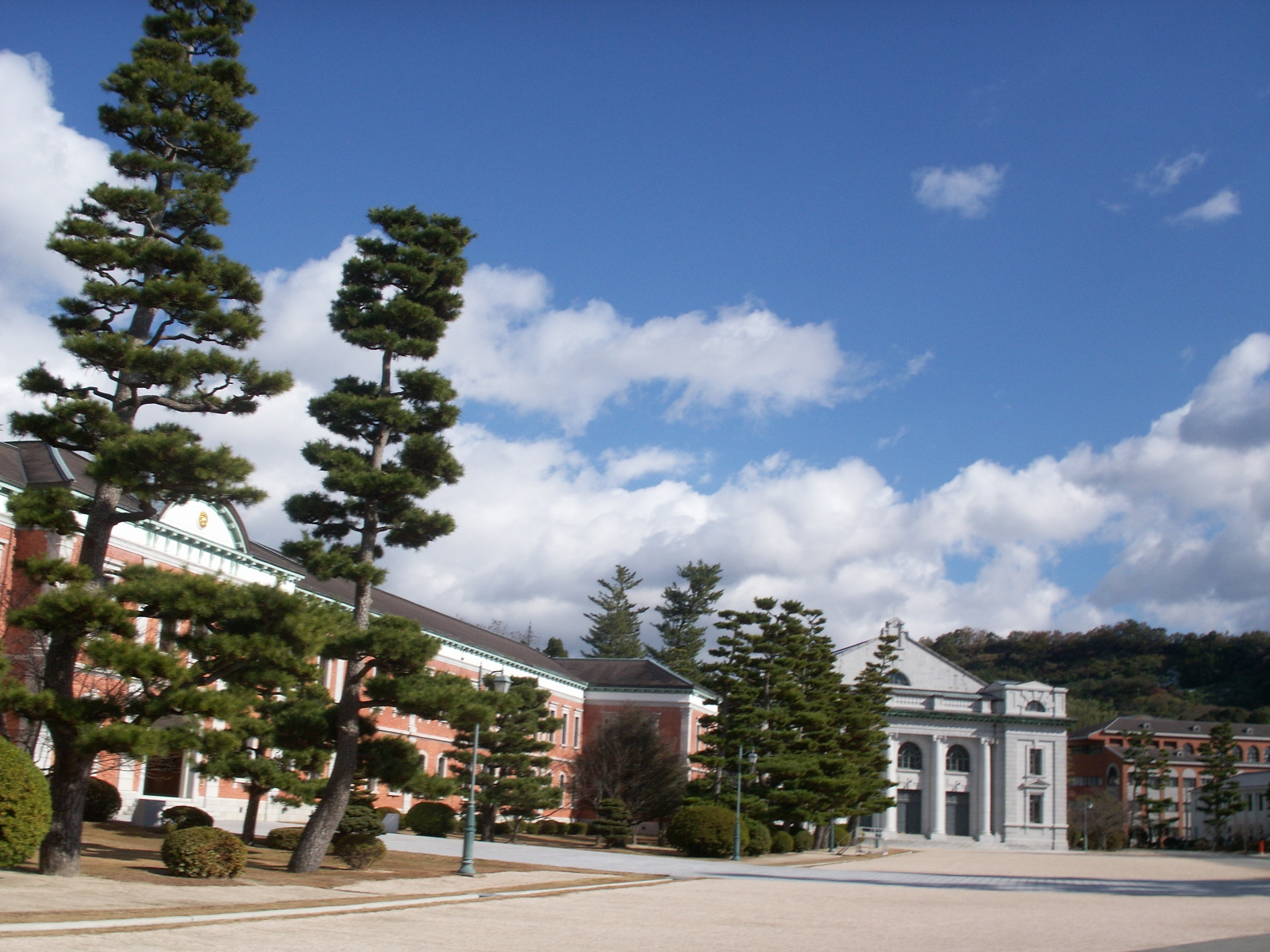
旧海軍兵学校校舎
現､海自幹部候補生学校

大日本帝国の海軍兵学校は、広島県江田島に所在していた。提督などの高級士官へ進む者の養成機関として海軍大学校が設立された。第二次世界大戦の敗戦により、閉校。
戦後において大日本帝国海軍の任務を継承する海上自衛隊における幹部養成は、同地に設立された海上自衛隊幹部候補生学校が行っており、諸外国における海軍兵学校の役割を事実上、担っている。
江田島の海軍兵学校跡地には、海上自衛隊幹部候補生学校並びに海上自衛隊第1術科学校がある。防衛大学校、防衛医科大学校および一般大学の卒業生、航空学生出身者、海上自衛隊の部隊から選抜された者、公募された幹部が海上自衛隊の幹部と可能な限り修学し、それぞれ数週間から1年程度の期間教育を受ける。
現在、同地では一般の見学も随時受け付けている。当時から残る一部の建物や記念品が展示されている教育参考館、大講堂、「陸奥」主砲や特殊潜航艇などを、自衛隊OB・OGのガイドが同伴して1日3回実施される無料ツアーで見学できる。また、ツアーの後は食堂・売店の利用も可能である。

### 沿革
- 1855年（安政2年） 長崎に長崎海軍伝習所として、創設。
- 1859年（安政6年） 閉鎖。
- 1866年（慶応2年） 横浜に移転。横浜海軍伝習所となる。
- 1869年（明治2年）7月 海軍操練所創設。
- 1869年（明治2年）9月18日 築地に移転。
- 1870年（明治3年）11月4日 海軍兵学寮に改称。
- 1876年（明治9年）8月31日 海軍兵学校に改称。
- 1888年（明治21年）8月1日 江田島に移転。
- 分校設立。
  - 1943年（昭和18年）11月15日 岩国航空隊内に海軍兵学校岩国分校が開校。
  - 1944年（昭和19年）9月30日 海軍機関学校が海軍兵学校舞鶴分校となる。
  - 同年10月1日 海軍兵学校大原分校を設置。
- 1945年（昭和20年） 敗戦により解体。

## 世界

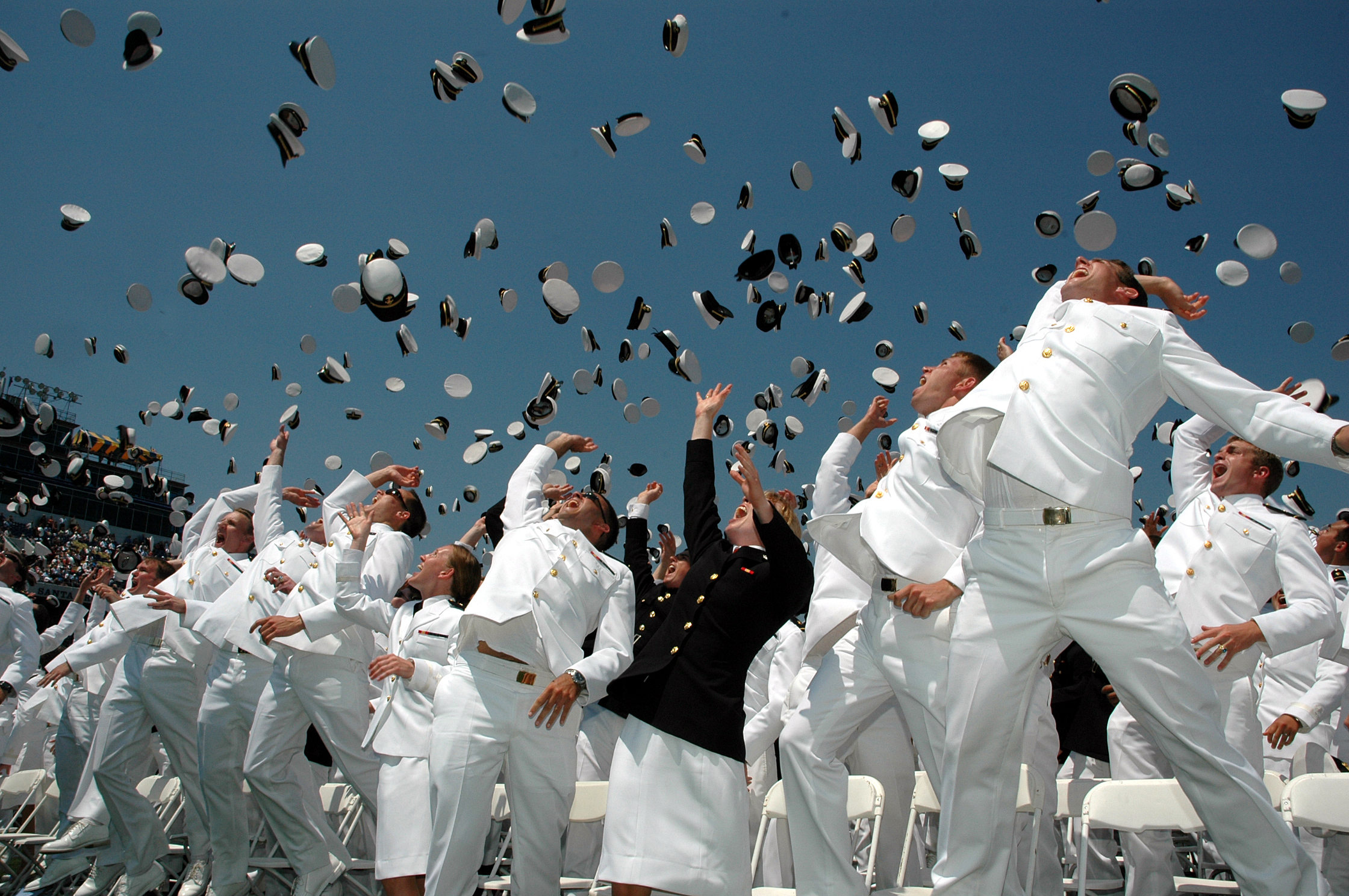
アナポリスでの卒業式伝統の帽子投げ、2007年

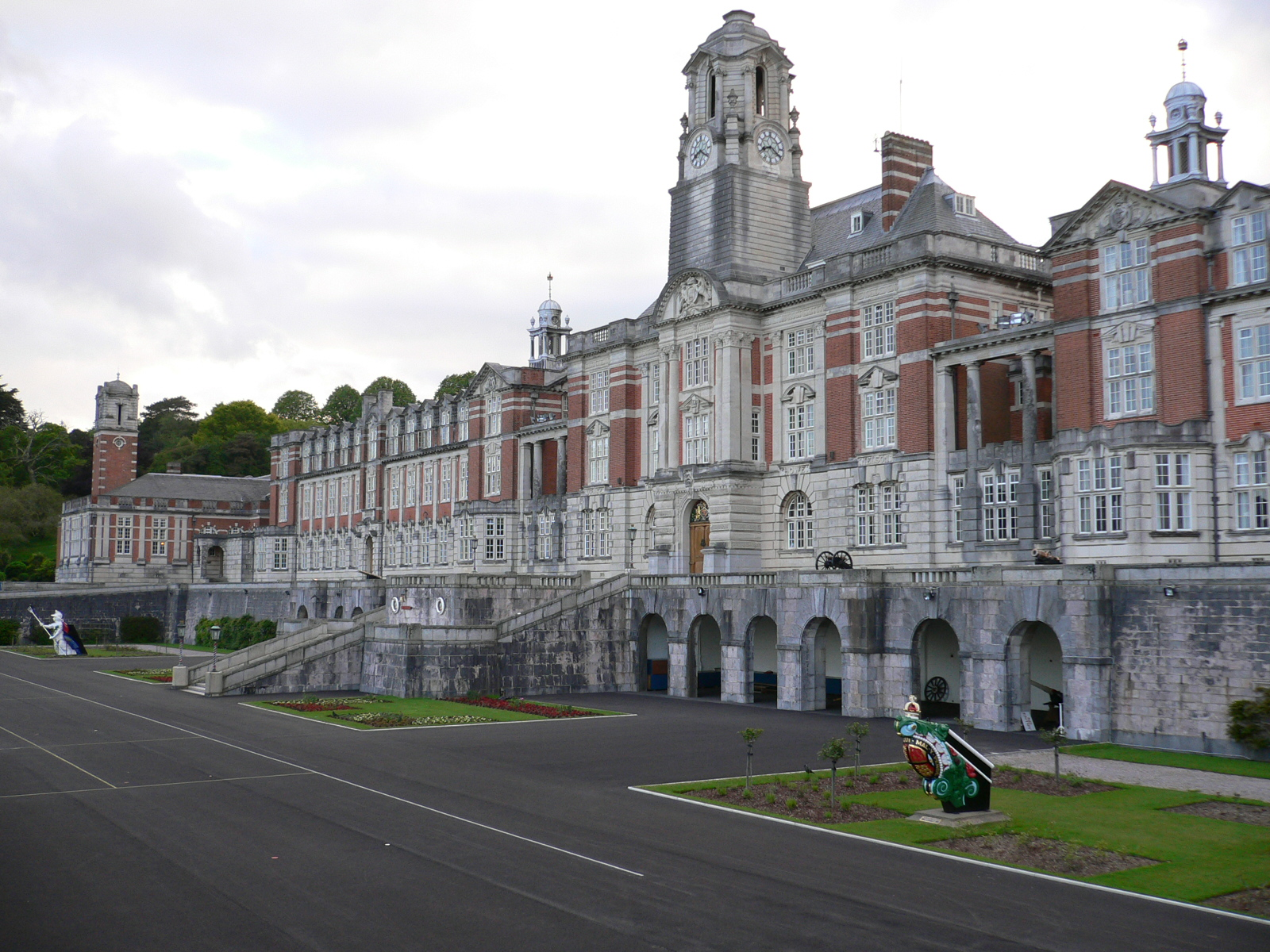
イギリス王立海軍兵学校

### アジア
- インド：エジマラ海軍兵学校
- トルコ・海軍兵学校
- 韓国・海軍士官学校
- 中華人民共和国・大連艦艇学院
- 中華民国（台湾）・海軍軍官学校

### ヨーロッパ
- アメリカ合衆国・合衆国海軍兵学校（United States Naval Academy） - メリーランド州アナポリスに所在し、アナポリス（Annapolis）と通称される。
- イギリス・ブリタニア王立海軍兵学校（Britannia Royal Naval College） - 主に大卒者向けの約半年間の短期課程で王立海軍の士官を育成している。イングランドデヴォン州ダートマスに所在し、ダートマス（Dartmouth）と通称される。
- イタリア・リヴォルノ海軍兵学校、フランチェスコ・モロジーニ海軍学校（英語版）
- ギリシャ・海軍兵学校
- デンマーク・海軍兵学校
- ドイツ・ミュルヴィク海軍兵学校
- ノルウェー・海軍兵学校
- フランス・海軍兵学校（エコール・ナバール） - グランゼコール。他に現役幕僚の訓練課程や現役下士官向けの短期課程も存在する。